# Phyllanthus brachyphyllus
Phyllanthus brachyphyllus är en emblikaväxtart som beskrevs av Ignatz Urban. Phyllanthus brachyphyllus ingår i släktet Phyllanthus och familjen emblikaväxter.
Artens utbredningsområde är Haiti. Inga underarter finns listade i Catalogue of Life.